# كريستوف برتراند
كريستوف برتراند (بالفرنسية: Christophe Bertrand)‏ هو ملحن فرنسي، ولد في 24 أبريل 1981 في ستراسبورغ في فرنسا، وتوفي بنفس المكان في 17 سبتمبر 2010.

## وصلات خارجية
- كريستوف برتراند على موقع IMDb (الإنجليزية)
- كريستوف برتراند على موقع ميوزك برينز (الإنجليزية)

- الموقع الرسمي